# 表出
表出（ひょうしゅつ）とは心の中に隠れているものが外に現れることである。ここでは心理学における表出について解説する。

## 心理学における表出
心理学において表出とは、生体内部の心的過程に応じ現れる特定の兆候や行動の変化をさす。基本的には自律神経の支配による物で、生体がある状況にあった時に起こす腺分泌や体型などを含めた全身の活動をさすが、ある特定の運動や言語反応に伴い生じる表情や身振りなどをさす場合もある。これらは動物により固有であり生体が高等になるほど分化し豊富になり、人間の場合は文化的及び社会的に様々に変化するとされる。また、ルートヴィヒ・クラーゲスによって動作によって生じた写しの表出と動作そのものを指す純粋の表出に分類されるなど、ドイツ心理学においてその研究が盛んとなっている。